# Nigers fodboldlandshold
Nigers fodboldlandshold repræsenterer Niger i fodboldturneringer og kontrolleres af Nigers fodboldforbund.